# Данченко, Александр Григорьевич
Александр Григорьевич Данченко (1926—1993) — украинский советский художник-график, иллюстратор, заслуженный деятель искусств УССР (1969), народный художник УССР (1985), член Союза художников СССР. Член-корреспондент Академии художеств СССР (1991).

## Биография
В 1954 г. окончил Киевский художественный институт. Ученик В. Касияна, А. Пащенко, И. Плещинского.
В 1954-1962 г. — преподаватель офорта и композиции графического факультета этого КХИ. Член Союза художников СССР с 1956 года. Возглавлял секцию графики Киевской организации Союза художников УССР. Избирался членом правления и заместителем председателя правления Союза художников Украины.

## Творчество

Могила художника Александра Данченко на Байковом кладбище в Киеве

Работал в области книжной и станковой графики.
Участник республиканских, всесоюзных, международных художественных выставок (с 1953). Персональные выставки в Киеве (1971, 1987, посмертные — 1996, 2006), Днепропетровске (1987), Варшаве (1989).
Сквозь всё творчество А. Данченко проходит интерес к истории родного народа. Отсюда склонность художника к народно-эпическим темам.
Автор динамических многофигурных фантастических композиций. Впервые обратился к сложным сочетаниям разновременных и разномасштабных мотивов. Работы А. Данченко отмечены точным, выразительным рисунком, особым чувством линии и формы, глубоким проникновением в характер и суть исторических событий в станковых листах, в замысле и концепции проиллюстрированных им книг. Любимая техника — офорт.
В 1991 г. входил в состав группы по разработке эскизов новой украинской валюты.
Произведения графика хранятся в Национальном художественном музее Украины, а также более чем в 50 музейных коллекциях на Украине и за её пределами, в том числе, в России.

## Избранные работы
- Произведения в области станковой и книжной графики:

серии:
- «Ровесник Октября» (1947);
- «Корея» (1951-1952);
- «Освободительная война украинского народа против польской шляхты 1648-1654 годов» (1953-1954);
- «Подвиг трехсот под Берестечком» (1954);
- «Щорсовцы» (1957);
- «Портреты кобзарей» (1961);
- «Народные герои Украины» (1961-1962);
- «Аджимушкай» (1975);
- «Чернобыль» (1988);

иллюстрации и оформление книг:
- «Кобзарь» Т. Шевченко (Москва, 1965)
- «Клокотала Украина» П. Панча (1957)
- «Думы» (1959);
- «Казацкому роду нет переводу, или Мамай и чужая молодица» А. Ильченко (1967)
- «Энеида» И. Котляревского (1968)
- «Декамерон» Дж. Боккаччо (1969)
- «История одного города» М. Салтыкова-Щедрина (1976)
- «Десять дней, которые потрясли мир» Дж. Рида (1977)
- «Знаменоносцы» О.Гончара (1984—1985).

Автор иллюстраций к поэмам Т. Шевченко: «Гайдамаки», «Катерина», «Сон», «Ведьма», «Княжна», «Еретик», «Наймичка», «Москалева криниця», «Марина».

## Награды
- Медаль «За трудовое отличие» (24 ноября 1960 года) — за выдающиеся заслуги в развитии советской литературы и искусства и в связи с декадой украинской литературы и искусства в гор. Москве[1].
- Почётная грамота Президиума Верховного Совета Украинской ССР (1967)
- заслуженный деятель искусств УССР (1969)
- народный художник УССР (1985)
- Серебряная медаль Академии искусств СССР (1972)
- премия имени В. Касияна (1979)
- месячная поездка в Италию